# 北見内陸地域
北見内陸地域（きたみないりくちいき）は日本の都道府県の一つ、北海道のオホーツク総合振興局管内における地域区分である。

## 概要
管内で最大の人口を有し、国の出先機関や北海道警察北見方面本部が置かれている北見市を中心とする地域である。令制国における北見国常呂郡の領域にほぼ相当するが、常呂郡に属する町の中でも佐呂間町は紋別郡遠軽町・湧別町と共に遠軽地域として北見内陸地域からは除外される場合が多い。また、オホーツク海に面している旧常呂町は斜網地域（網走市・網走郡と斜里郡全域）に含まれる場合もあったが、2006年（平成18年）に北見市と合併して以降は広義の北見内陸地域に含まれている。
旧常呂町を含む広義の「北見内陸」は「北見市とオホーツク管内内陸の町」の意味であるが、北見市は2006年に常呂町・留辺蘂町・端野町と新設合併するまでは海に面していない純然たる内陸部の自治体だったため「北見都市圏の市町」を指す場合は単に「内陸地域」とも呼ばれていた。合併後は、気候風土の違いなどから北見市内の地域区分として旧常呂町域を「北見東部沿海」として斜網や遠軽地域の佐呂間町と同じ区分に含め、狭義の「北見内陸」と分ける場合がある。
また、斜網地域の内陸部にある網走郡美幌町と津別町は国や北海道の出先機関においては網走市でなく北見市と同じ管轄に含まれる場合がある。